# Eduard Petiška
Eduard Petiška, češki pisatelj, pesnik, prevajalec, novinar,
jezikoslovec, * 14. maj 1924, Praga, Češkoslovaška, † 6. junij 1987, Mariánské Lázně, Češkoslovaška.
Med njegovimi knjigami, prevedenimi v slovenščino, je najbolj znana Stare grške bajke. Sodeloval je tudi pri ustvarjanju risanke Krtek.

## Življenje
Petiško so že od otroštva pritegnili zgodbe in usode ljudi. Začel je kot poslušalec (njegova slavna knjiga nemških pravljic, Daisy, temelji na zgodbah, ki mu jih je nekoč govorila njegova babica), kasneje pa strasten bralec, ki je začel pisati lastno prozo.